# Magyar kémikusok listája
A magyar kémikusok listája a kémia tudományának jelentősebb magyar vagy magyar származású elméleti és gyakorlati művelőit, kémikusokat és vegyészmérnököket sorol fel betűrendben.
A listában megtalálható valamennyi, a Magyar életrajzi lexikon I–IV. köteteiben (1967–1994) szereplő olyan személy, akinek vegyészi életművét vagy tevékenységét a lexikon szócikke tárgyalja. Ezeket az életrajzokat az alábbi listában  [MÉL.] jelzettel láttuk el.
További forrásjelölések:
- MNL – Magyar nagylexikon  I–XIX. Főszerk. Bárány Lászlóné et al. Budapest: Akadémiai; (hely nélkül): Magyar Nagylexikon. 1993–2004.  ISBN 963-05-6611-7
- ÚMÉL – Új magyar életrajzi lexikon I–VI. Főszerk. Markó László. Budapest: Magyar Könyvklub; (hely nélkül): Helikon. 2001–2007.  ISBN 963-547-414-8

| Ábécé szerinti tartalomjegyzék                                                                           |
| --- |
| A, Á B C Cs D Dz Dzs E, É F G Gy H I, Í J K L Ly M N Ny O, Ó Ö, Ő P Q R S Sz T Ty U, Ú Ü, Ű V W X Y Z Zs |

## A, Á
- Albert János (1896–1973) agrokémia [MÉL.]
- Annau Ernő (1901–1967)
- Antus Sándor (1944–2021)
- Arany Sándor (1899–1984) agrokémia [MÉL.]
- Austerweil Géza (1882–1964) szerves kémia [MÉL.]

## B
- Bácskai Gyula (1920–1973) korróziókémia [MÉL.]
- Baintner Ferenc (1871–1948) agrokémia [MÉL.]
- Ballenegger Róbert (1882–1969) agrogeokémia, növénykémia [MÉL.]
- Balló Mátyás (1844–1930) analitikai kémia [MÉL.]
- Balló Rudolf (1884–1969) ásványgeokémia [MÉL.]
- Bánfihunyadi János (1576–1646) alkímia [MÉL.]
- Bányai Éva (1924–1984) analitikai kémia [MÉL.]
- Barna János (1896–1986) kémiai technológia [MÉL.]
- Báróczi Sándor (1735–1809) alkímia [MÉL.]
- Barta Endre (1882–1948) gyógyszerkémia [MÉL.]
- Bártfay József (1905–1988) élelmiszer-kémia [MÉL.]
- Bartha Lajos (1902–1971) alumíniumkémia [MÉL.]
- Bartha Zoltán (1922–1989) gumiipari kémiai technológia [MÉL.]
- Baskai Ernő (1900–1953) kémiai technológia [MÉL.]
- Batthyány III. Boldizsár (1542–1590), alkimista
- Bayer Antal (1893–1945) gyógyszerkémia [MÉL.]
- Bayer Jenő (1932–1970) gyógyszerkémia [MÉL.]
- Bereczky Endre (1896–1973)
- Bél Mátyás (1684–1749)
- Bittera Gyula (1983–1970)
- Bognár János (1916–1972)
- Bognár Rezső (1913–1990)
- Born Ignác (1742–1791)
- Bródy Imre (1891–1944)
- Bruckner Győző (1900–1980)
- Buchböck Gusztáv (1869–1935)
- Bugarszky István (1868–1941)
- Burger Kálmán (1929–2000)
- Buzágh Aladár (1895–1962)

## C
- Cholnoky László (1899–1967)

## D
- Doby Géza (1877–1968)

## Cs
- Csermely Péter (1958–)
- Csicsery Zsigmond (1929–2022)
- Csizmadia Imre Gyula (1932–)
- Csűrös Zoltán (1901–1979)

## E, É
- Erdey László (1910–1970)
- Erdey-Grúz Tibor (1899–1972)

## F
- Fabinyi Rudolf (1849–1920)
- Farkas Loránd (1914–1986)
- Fehér Miklós (1960–)
- Fonyó Zsolt (1943–2005)
- Földes Péter (1930–1982)
- Földi Zoltán (1895–1987)
- Freund Mihály (1889–1984)
- Furka Árpád (1931–)

## G
- Gál Sándor (1933–)
- Gerecs Árpád (1903–1982)
- Görgei Artúr (1818–1916)
- Götz Irén Júlia (1818–1941)
- Grofcsik János (1890–1977)
- Gráb Gyula (1886–1952)
- Gráf László (1911–1968)
- Gróh Gyula (1886–1952)
- Grüssner Endre (Andreas Grüssner) (1910–1999)
- Gsell János (1883–1958)

## Gy
- Gyarmati László (1921–1980)
- Györgydeák Zoltán (1942–2005)
- Győry István (1861–1954)

## H
- Hardy Gyula (1928–1988)
- Hargittai István (1941–)
- Hargittai Magdolna (1945–)
- Hatvani István (1718–1786)
- Hága László (1920–1968)
- Hencsei Pál (1939–2020)
- Hevesy György (1885–1966)
- Hidvégi Máté (1955–)
- Holló János (1919–2012)
- Horvai György (1949–)
- Huszthy Péter (1950–)

## I, Í
- Ilosvay Lajos (1851–1936)
- Imre Lajos (1900–1974)
- Irinyi János (1817–1895)
- Inczédy János (1923–2012) vegyészmérnök

## J
- Jacquin Miklós József (1727–1817) kémikus
- Jakobey István (1901–1971) vegyészmérnök
- Jámbor Béla (1917–1971) biokémikus
- Jancsó Aranka (1922–1981) farmakológus
- Jancsó Miklós (1903–1966) farmakológus
- Jendrassik Loránd (1896–1970) orvos, klinikai kémikus
- Jordán Károly (1871–1959) matematikus, vegyészmérnök

## K
- Kabay János(1896–1936)
- Kajtár Márton (1929–1991)
- Kennedy P. József (1928–)
- Kerekes Ferenc (1799–1850)
- Kerese István (1911–1981)
- Keresztes Mihály (1910–1973)
- Kereszty György (1885–1937)
- Konek Frigyes (1867–1945)
- Korach Mór (1888–1975)
- Kosutány Tamás (1848–1915)
- Kováts Ervin (1927–2012) svájci magyar kémikus, vegyészmérnök, az MTA tagja
- Kováts Mihály (1768–1851)
- Kucsman Árpád(1927–2012)

## L
- Lányi Béla (1894–1968)
- László Antal (1922–1982)
- Lempert Károly (1924–2019)
- Lengyel Béla (1844–1913)
- Lengyel Béla (1903–1990)
- Lengyel Béla (1940–1990)
- Lipovetz Iván (1916–1997)
- Liptay György (1932–)  okl. vegyészmérnök, c. egyetemi tanár, az MTA doktora.
- Loczka Alajos (1892–1972)
- Loczka József (1855–1912)

## M
- Medzihradszky Kálmán (1928–2019)
- Müller Sándor (1903–1966)

## N
- Náray-Szabó Gábor (1943–)
- Náray-Szabó István (1899–1972)
- Nendtvich Károly (1811–1892)
- Neumann János (1903–1957)

## Ny
- Nyulászi László (1957–) vegyészmérnök

## O, Ó
- Oláh György (1927–2017)

## P
- Petrik Lajos (1851–1932) vegyész, keramikus
- Pfeifer Ignác (1868–1941)
- Plank Jenő (1890–1974)
- Polányi Mihály (1891–1976)
- Polinszky Károly (1922–1998)
- Preysz Móric (1829–1877)
- Proszt János (1892–1968)
- Pukánszky Béla (1950–)
- Pungor Ernő (1923–2007)
- Purmann Jenő (1911–1974)
- Putnoky László (1888–1948)

## R
- Rebek Gyula (Julius Rebek 1944–)
- Romwalter Alfréd (1890–1954)
- Róna Erzsébet (1890–1981) izotópkémikus
- Rusznák István (1920–2019)

## S
- Schay Géza (1900–1991)
- Schulek Elemér (1893–1964)
- ’Sigmond Elek (1873–1939)
- Somorjai Gábor (1935–2025)
- Strausz Ármin (1918–1936)

## Sz
- Szabadváry Ferenc (1923–2006) vegyészmérnök [MNL.]
- Szabó Dezső (1917–1987) kémikus [ÚMÉL., MÉL.]
- Szabó Gergely (1921–2000) vegyészmérnök, politikus [ÚMÉL., MNL.]
- Szabó István (1891–1957) vegyészmérnök, borász [ÚMÉL., MÉL.]
- Szabó János (1926–1998) kémikus [ÚMÉL.]
- Szabó Kornél (1891–1948) vegyészmérnök [ÚMÉL.]
- Szabó Zoltán Gábor (1908–1995) fizikokémikus [ÚMÉL., MNL.]
- Szabolcs István (1924–1997) agrokémikus, talajkutató [ÚMÉL.]
- Szabolcsi Gertrúd (1923–1993) biokémikus [ÚMÉL., MNL.]
- Szakál Pál (1918–1997) vegyészmérnök [ÚMÉL.]
- Szántay Csaba (1928–2016) vegyészmérnök, kémikus [MNL.]
- Szántó Ferenc (1925–1989) kémikus [ÚMÉL.]
- Szarvas Pál (1910–1986) kémikus [ÚMÉL., MÉL.]
- Szarvasy Imre (1872–1942) kémikus [ÚMÉL., MNL., MÉL.]
- Szathmáry László (1880–1944) vegyészmérnök, kémikus, tudománytörténész [ÚMÉL., MÉL.]
- Száva Nándor (1921–1969) vegyészmérnök [ÚMÉL., MÉL.]
- Szebellédy László (1901–1944) kémikus [ÚMÉL., MÉL.]
- Szebényi Imre (1930–2014) vegyészmérnök [MNL.]
- Szejtli József (1933–2004) vegyészmérnök [MNL.]
- Székely Salamon (1860–1936) vegyészmérnök, élelmiszervegyész [ÚMÉL., MÉL.]
- Szekér Gyula (1925–2015) politikus, vegyészmérnök [MNL.]
- Szekerke Mária (1924–2000) kémikus [ÚMÉL.]
- Székessy Vilmosné (1910–1992) biokémikus [ÚMÉL.]
- Széki Pálma (1904–1984) vegyészmérnök [ÚMÉL.]
- Széki Tibor (1879–1950) gyógyszerész, vegyész [ÚMÉL., MNL., MÉL.]
- Szelepcsényi Lajos (1902–1962) vegyészmérnök [ÚMÉL., MÉL.]
- Széll László Mór (1872–1946) agrokémikus [ÚMÉL., MÉL.]
- Szent-Györgyi Albert (1893–1986) biokémikus [ÚMÉL., MNL., MÉL.]
- Szent-Györgyi, Andrew Gabriel (1924–2015) biokémikus [MNL.]
- Szilágyi Gyula (1860–1924) vegyészmérnök [ÚMÉL., MÉL.]
- Szilárd Béla (1884–1926) kémikus [ÚMÉL., MÉL.]
- Szily Pál (1878–1945) orvos, biokémikus [ÚMÉL., MÉL.]
- Szőkefalvy-Nagy Zoltán (1916–1980) kémikus, kémiatörténész [ÚMÉL., MNL., MÉL.]
- Szörényi Imre (1905–1959) biokémikus [ÚMÉL., MNL., MÉL.]
- Sztankay Aba (1868–1936) gyógyszerész, gyógyszervegyész [ÚMÉL., MÉL.]
- Szűcs László (1916–1996) agrokémikus, talajkutató [ÚMÉL.]

## T
- Takács Imre (1914–1964) vegyészmérnök, élelmiszervegyész [ÚMÉL., MÉL.]
- Tankó Béla (1905–1974) biokémikus [ÚMÉL., MÉL.]
- Tarján Ferenc (1885–1956) fizikus, vegyészmérnök, feltaláló, pedagógus [ÚMÉL., MÉL.]
- Teke László (1930–1981) vegyészmérnök [ÚMÉL., MÉL.]
- Telcs Iván (1920–1974) vegyészmérnök [ÚMÉL.]
- Telegdy-Kováts László (1902–1987) vegyészmérnök [ÚMÉL., MÉL.]
- Teplán István (1932–) kémikus, biokémikus [MNL.]
- Téri Tihamér (1888–1964) vegyészmérnök [ÚMÉL., MÉL.]
- Tétényi Pál (1929–2024) kémikus [MNL.]
- Tettamanti A. Károly (1912–1983) vegyészmérnök [ÚMÉL.]
- Than Károly (1834–1908) kémikus, gyógyszervegyész [ÚMÉL., MNL., MÉL.]
- Toldy Lajos (1921–1996) kémikus [ÚMÉL., MNL.]
- Tomcsányi László (1942–1999) kémikus, vegyészmérnök [ÚMÉL.]
- Tomek János (1879–1956) botanikus, kémikus [ÚMÉL., MÉL.]
- Tomosovszky Lajos (1869–1944) kohómérnök, kémikus [ÚMÉL., MÉL.]
- Tóth Géza (1907–1990) kémikus [ÚMÉL.]
- Tóth Gyula (1859–1930) vegyészmérnök [ÚMÉL., MÉL.]
- Tóth Kálmán (1932–1986) kémikus [ÚMÉL., MÉL.]
- Tóth Klára (1939–2013) kémikus [MNL.]
- Tőke László (1933–) vegyészmérnök, kémikus [MNL.]
- Török Ferenc (1929–1981) kémikus [ÚMÉL., MÉL.]
- Török Gábor (1902–1966) vegyészmérnök [ÚMÉL., MÉL.]
- Török Tibor (1914–1999) kémikus [ÚMÉL., MNL.]

## V
- Vajta László (1920–1979)
- Vágó György (1912–1971)
- Vajta László (1920–1979)
- Vámos Endre (1921–1987)
- Vándor József (1897–1955)
- Varga József 1891–1956)
- Vargha László (1903–1971)
- Vinkler Elemér (1909–1996)
- Varsányi György (1921–2010)

## W
- Wágner Dániel (1800–1890)
- Wartha Vince (1844–1914)
- Winkler Lajos (1863–1939)
- Winterl József Jakab (1739–1809)
- Wolf Emil (1886–1947)

## Z
- Zechmeister László (1889–1972)
- Zemplén Géza (1883–1956)
- Zrínyi Miklós (1949–)